# Río Verde (Esmeraldas)
Der Río Verde (spanisch für „grüner Fluss“) ist ein etwa 110 km langer Zufluss des Pazifischen Ozeans in der Provinz Esmeraldas im Nordwesten von Ecuador.

## Flusslauf
Der Río Verde entspringt auf einer Höhe von etwa 300 m 35 km nordnordöstlich der Stadt Quinindé. Der Río Verde schlängelt sich, anfangs 20 km in Richtung Westnordwest, später in nördlicher Richtung, durch das Hügelland der nordwestlichen Küstenregion Ecuadors. Größere Nebenflüsse sind Río Popa und Río Chumundé von links sowie Río Meribe und Río Chontaduro von rechts. Der Río Verde mündet schließlich bei der Kleinstadt Rioverde in den Pazifischen Ozean. Die Fernstraße E15 (Esmeraldas–San Lorenzo) überquert bei Rioverde den Fluss. Kleinere Orte am Flusslauf sind Chumundé und Chontaduro.

## Hydrologie und Einzugsgebiet
Der Río Verde entwässert ein Areal von 2169 km². Der mittlere Abfluss des Río Verde beträgt 43 m³/s. Das Einzugsgebiet grenzt im Norden an das des Río Cayapas, im Süden an das des Río Esmeraldas. Der Río Mate verläuft wenige Kilometer weiter östlich des Unterlaufs des Río Verde.

## Fischfauna
Zur Fischfauna des Río Verde zählt der Goldsaumbuntbarsch.